# أكيبونو تارو
أكيبونو تارو (8 مايو 1969 - 11 أبريل 2024)، هو لاعب مصارع السومو، أصبح في التسعينات من القرن العشرين أول أجنبي يبلغ مرتبة يوكوزونا.
تميَّز أكيبونو، وجذوره من جزيرة هاواي الأميركية، ببنيته الجسدية القوية 2.03 م ومبارزته مع البطلَين المحليين تاكانوهانا وواكانوهانا. كان في طليعة موجة لاعبي السومو القادمين من هاواي مطلع الألفية.

## وفاته
بحسب وكالة كيودو، توفيَ مطلع أبريل (نيسان) بسبب سكتة قلبية ، عن 54 عاماً.